# Augustin Marie d'Aboville
Pour les autres membres de la famille, voir famille d'Aboville.
Le baron Augustin Marie d'Aboville, né le 12 avril 1776, à La Fère, dans l'Aisne et mort le 20 juin 1843 à Paris, inhumé au cimetière du Père-Lachaise (division 25), est un général de brigade d'artillerie français. Il est le second fils du comte François Marie d'Aboville.

## Biographie

### Sous la Révolution française
Élève sous-lieutenant à l'école d'artillerie de La Fère le 12 mars 1792, il en sortit le 1er septembre suivant avec le grade de lieutenant au 7e régiment d'artillerie. Après la campagne de 1792 jusqu'à l'an II, il obtint le grade de capitaine à l'armée d'Italie. Suspendu de ses fonctions à l'armée de la Moselle comme noble le 6 octobre 1793, il fut réintégré le 25 novembre 1794 et servit aux armées de Rhin-et-Moselle et d'Italie de l'an VI à l'an IX.

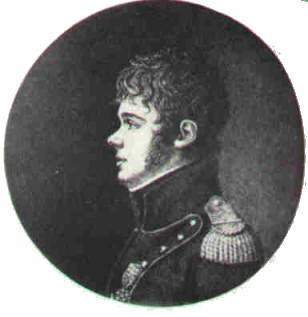
Augustin Marie d'Aboville.

Chef de bataillon le 2 octobre 1802, il devint major du 2e régiment d'artillerie à cheval le 23 mai 1803. Il fit avec ce régiment les campagnes des ans XII et XIII à l'armée d'Angleterre. Il avait obtenu la décoration de la Légion d'honneur en l'an XII. Il fit partie d'une expédition pour la Martinique sous les ordres de Law de Lauriston, commandant au retour la batterie de trente-six du Bucentaure dans le combat que l'escadre française engagea avec celle de l'amiral britannique Calder.

### Général de l'Empire
Rentré en France au mois de juin, il reçut l'ordre de se rendre à la Grande Armée, où il reçut successivement le grade de colonel, du 3e régiment d'artillerie à cheval, et celui d'officier de la Légion d'honneur en 1807 pour avoir sauvé, sur les bords de la Passarge, le parc d'artillerie du 6e corps au moment où il allait être pris par un parti de cosaques. Nommé major du régiment d'artillerie à cheval de la Garde impériale le 13 septembre 1808, il se fit particulièrement remarquer à la bataille de Wagram à la tête d'une compagnie de 30 pièces et eut le bras droit emporté par un boulet. L'Empereur le fit général de brigade le 9 juillet 1809, lui confia le commandement de l'école d'artillerie de La Fère et lui donna le titre de baron de l'Empire.
Appelé en 1814 au commandement de l'artillerie destinée à la défense de Paris, il résista aux efforts de l'ennemi et lui fit éprouver de lourdes pertes. Il fut ensuite mis en non-activité lors de la première abdication de Napoléon, mais Louis XVIII lui accorda cependant, le 5 août 1814, la décoration de Saint-Louis et la croix de commandeur de la Légion d'honneur. Le 20 mars, le général d'Aboville, qui se trouvait à La Flèche au moment où les généraux Lefebvre-Desnouettes et Lallemand s'en approchèrent, les força à se retirer. Il obtint néanmoins une audience de l'Empereur, qui le chargea en avril 1815 d'organiser les garde-côtes du Havre.

### Fin de carrière
Après la Seconde Restauration, le roi lui conféra le titre de commandeur de l'ordre de Saint-Louis, et au moment de son admission à la retraite le 6 octobre 1815, lui accorda une pension de 2 000 francs sur sa cassette. Le général d'Aboville a fait partie du conseil de guerre qui jugea en 1816 le contre-amiral Lenoir et le colonel Boyer. Compris dans le cadre de réserve le 22 mars 1831, il rentra le 6 novembre suivant dans la position de retraite où il se trouvait avant les événements de juillet 1830. Il mourut le 20 juin 1843.

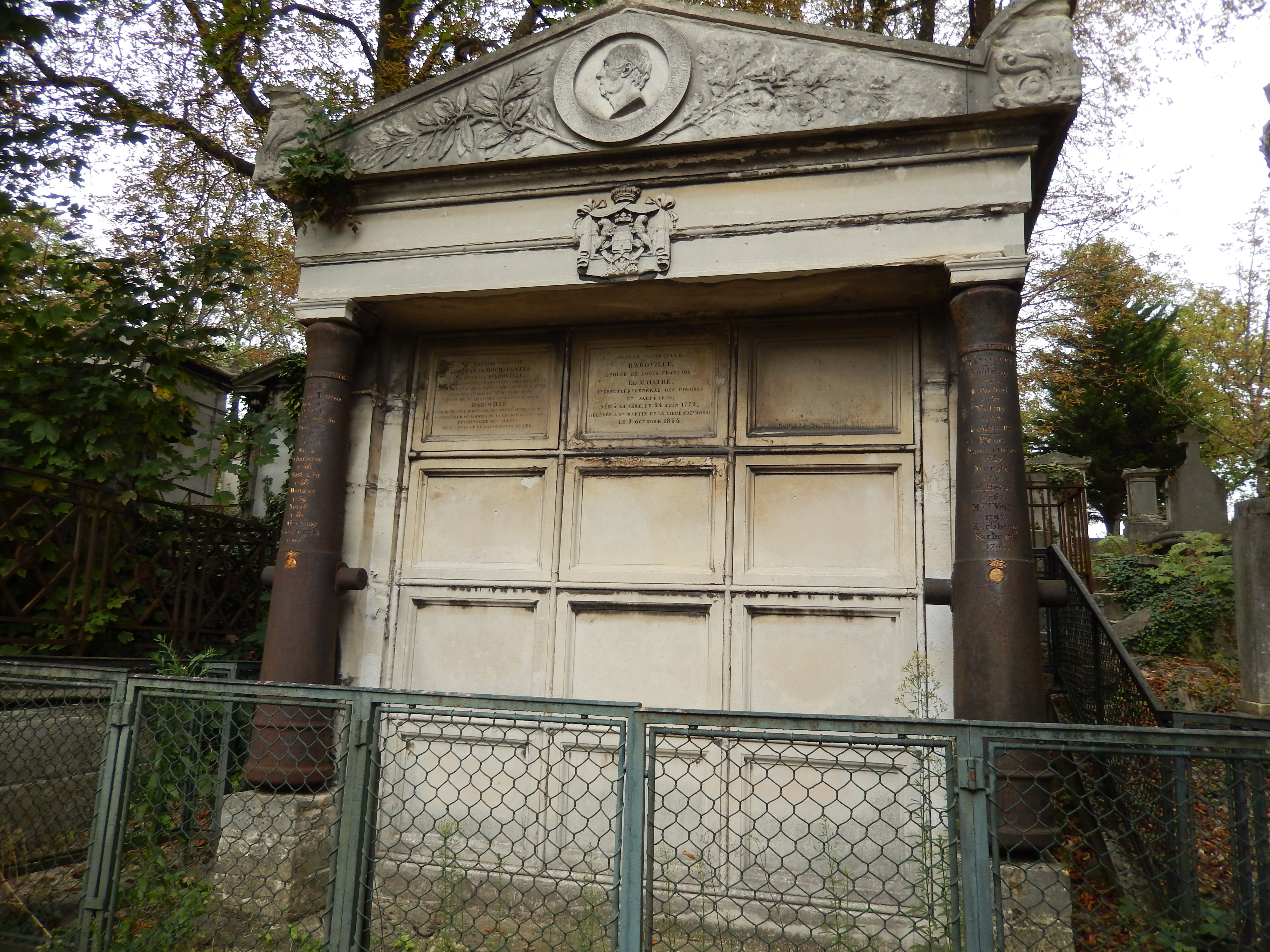
Tombe du général d'Aboville (cimetière du Père Lachaise, division 25).

## Distinctions
- Commandeur de la Légion d'honneur (5 aout 1814)[5]
- Commandeur de l'Ordre royal et militaire de Saint-Louis

## Armoiries
| Figure | Blasonnement |
|        | Armes du baron d'Aboville et de l'Empire De pourpre, au château d'or, flanqué de deux tours du même, maçonné, ouvert et ajouré de sable, la tour à dextre sommée d'un mât d'or portant un pavillon de sinople, chargé des lettres N L G (Napoléon Le Grand) d'or ; au canton des barons militaires de l'Empire brochant., |
|        | Armes du comte d'Aboville et de l'Empire De pourpre au château flanqué de deux tours, le tout maçonné et ajouré de sable, la tour à sénestre surmontée d'un mât d'or sur lequel est hissé un pavillon de sinople porteur de trois lettres « L. N. G. » de sable, franc-quartier des comtes sénateurs.                     |